# Kiss: Psycho Circus: The Nightmare Child
Kiss: Psycho Circus: The Nightmare Child es un juego de vídeo desarrollado por Third Law Interactive y publicado por Gathering of Developers para PC en julio del año 2000. También fue lanzado un año después para la consola Dreamcast (usando Windows CE) por Tremor Entertainment. El juego está basado en un cómic de Todd McFarlane llamado Kiss: Psycho Circus, inspirado en la banda de rock estadounidense Kiss. Kiss: Psycho Circus fue el primer juego desarrollado por Third Law Interactive, empresa formada en diciembre de 1998. Se planearon versiones para PlayStation y Game Boy Color pero fueron canceladas.
La historia se centra en una banda tributo a Kiss, que repentinamente recibe poderes sobrenaturales.

## Recepción
El juego recibió críticas variadas. GameRankings y Metacritic le dieron un puntaje de 70.95% y 71 respectivamente sobre 100 en su versión para PC, y 51.91% y 59 sobre 100 para la versión de Dreamcast.